# .sc
.sc — национальный домен верхнего уровня для Сейшельских островов.

## Домены 2-го и 3-го уровней
На данный момент используются и регистрируются домены 3-го уровня следующих доменных суффиксов (соответственно, существуют такие домены 2-го уровня):
- .com.sc — коммерческие учреждения, корпорации;
- .edu.sc — научные и исследовательские учреждения, колледжи, университеты или институты;
- .gov.sc — государственные и правительственные учреждения;
- .net.sc — провайдеры, организации, связанные с компьютерными сетями;
- .org.sc — общественные, неправительственные организации.